# Tepantitla, Hidalgo
Tepantitla är en ort i Mexiko.   Den ligger i kommunen San Felipe Orizatlán och delstaten Hidalgo, i den sydöstra delen av landet, 210 km norr om huvudstaden Mexico City. Tepantitla ligger 160 meter över havet och antalet invånare är 195.
Terrängen runt Tepantitla är platt åt sydost, men åt nordväst är den kuperad. Runt Tepantitla är det ganska tätbefolkat, med 248 invånare per kvadratkilometer. Närmaste större samhälle är Huejutla de Reyes, 18,6 km sydost om Tepantitla. Omgivningarna runt Tepantitla är en mosaik av jordbruksmark och naturlig växtlighet.